# NGC 4073
NGC 4073 је елиптична галаксија у сазвежђу Девица која се налази на NGC листи објеката дубоког неба.
Деклинација објекта је + 1° 53' 47" а ректасцензија 12h 4m 27,1s. Привидна величина (магнитуда) објекта NGC 4073 износи 11,4 а фотографска магнитуда 12,4. Налази се на удаљености од 76,577 милиона парсека од Сунца. NGC 4073 је још познат и под ознакама UGC 7060, MCG 0-31-29, CGCG 13-59, Todd 12a, PGC 38201.